# Edikt von Châteaubriant
Das Edikt von Châteaubriant, französisch L’édit de Châteaubriant, oft auch Edikt von Châteaubriand oder in der altertümlichen Schreibweise Edikt von Chasteaubriant, wurde am 27. Juni 1551 vom französischen König Heinrich II. erlassen. Es stand in einer Reihe immer strengerer Maßnahmen gegenüber den Hugenotten, die vom König als Häretiker angesehen wurden. Die Repression gegenüber protestantischen Abgeordneten des Parlement wurde hierdurch auch auf die Regionalparlamente ausgedehnt.

## Einführung und Vorgeschichte

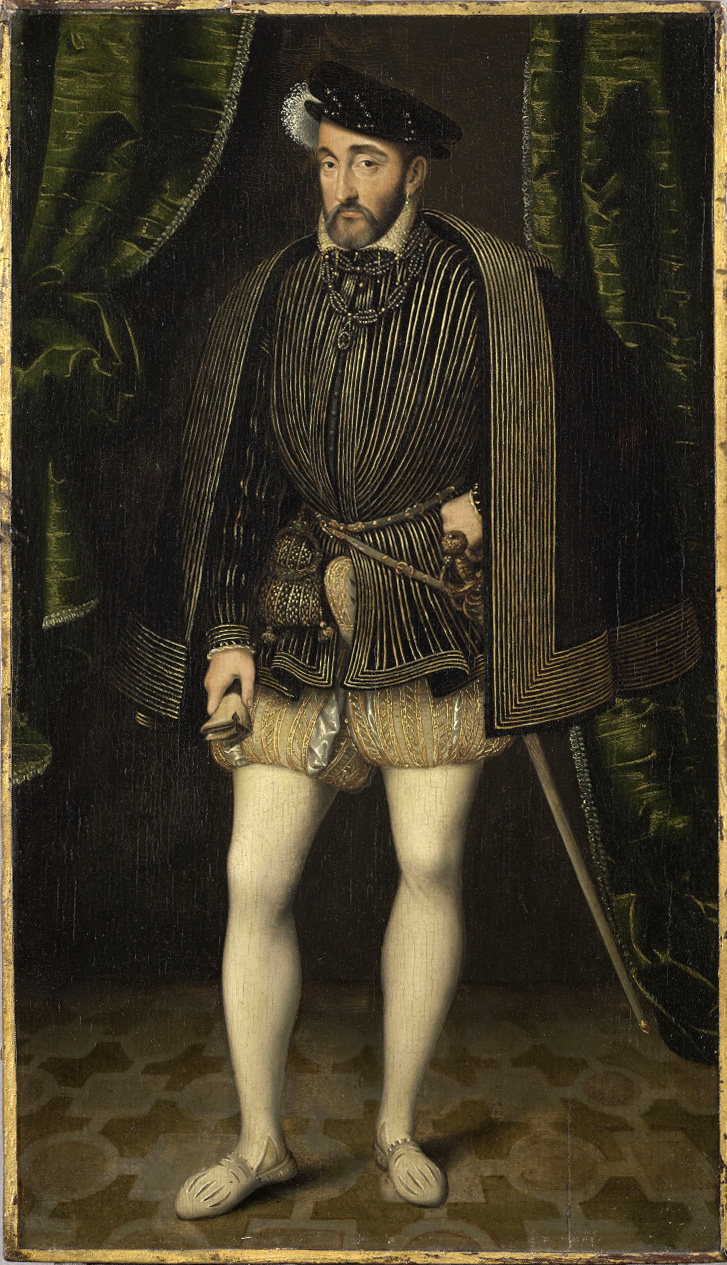
Heinrich II.

Heinrich II. wurde nach dem Ableben seines Vaters Franz I. 1547 König von Frankreich. Im Gegensatz zu seinem Vater nahm er jedoch gegenüber dem Protestantismus eine unnachgiebigere Rolle ein, was wahrscheinlich auf seine Berater Diana von Poitiers, Anne de Montmorency und die Guise zurückzuführen sein dürfte. Dennoch breitete sich auch unter seiner Herrschaft die Reformation weiter aus, weswegen Heinrich II., selbst strenger Katholik, sich für einschneidende Maßnahmen gegenüber den Protestanten entschied.
Um rigoroser durchgreifen zu können, hatte Heinrich II. am 8. Oktober 1547 eine besondere Rechtskammer nur für Häresie ins Leben gerufen, die aus Mitgliedern des Parlement bestand. Die Hugenotten gaben ihr die Bezeichnung Chambre ardente, was mit Glühende Kammer wiedergegeben werden kann. Die Aufgabe dieser Chambre ardente bestand eindeutig in der Verfolgung der französischen Protestanten, ihrer Aburteilung und der Strafvollstreckung. Innerhalb von drei Jahren ließ die Kammer rund 500 Festnahmen durchführen und war somit zwischen 1547 und 1549 direkt für eine gewaltsame Unterdrückung der Hugenotten verantwortlich. Diese gerichtliche Repression wurde im Jahr 1549 noch durch das Edikt von Paris verstärkt, da von nun an auch kirchliche Richter zum Urteilsspruch ermächtigt wurden.

## Inhalt

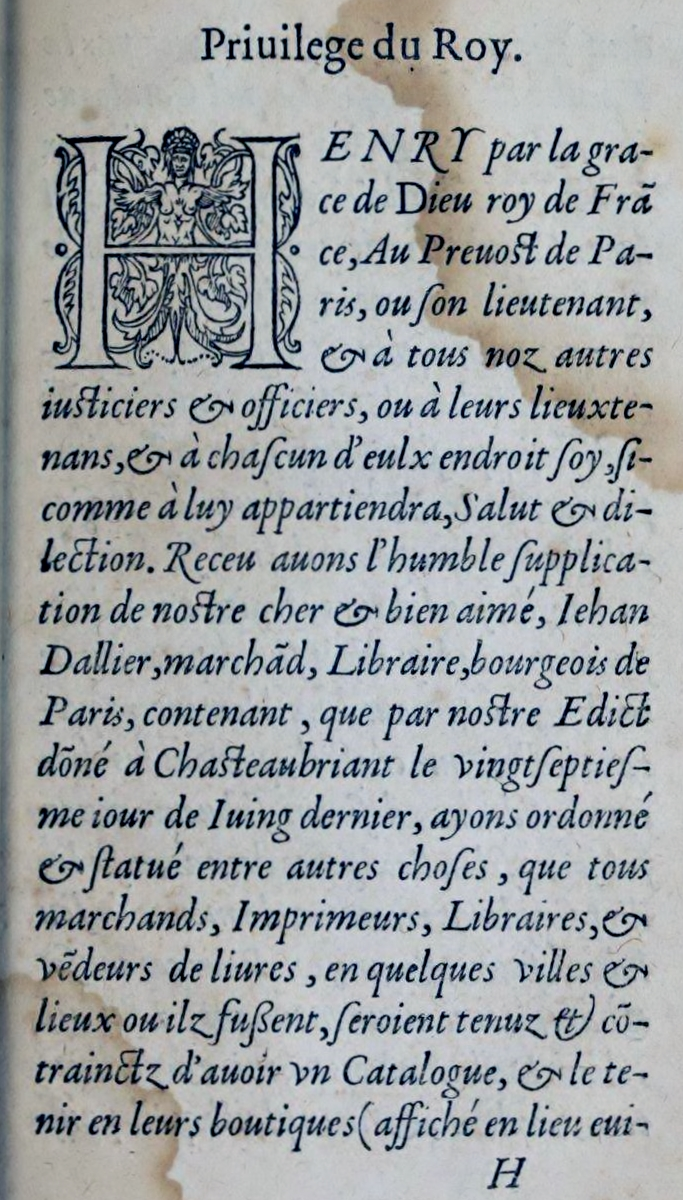
Privileg des französischen Königs Heinrich II. von 1556, in dem zum Edikt von Châteaubriant Stellung genommen wird

In der Präambel des Edikts von Châteaubriant, erlassen am Hof von Anne de Montmorency in Châteaubriant in der Bretagne, wird ganz unumwunden zugegeben, dass die bisherigen Maßnahmen gegen Häresie im Königreich ohne Wirkung blieben. Sie berichtet weiter, dass sich die Häretiker im Geheimen zusammenfinden, Schulen durchsetzen, sich auf Gerichtsbänken breit machen und den Richtern Toleranz abnötigen.
Im Edikt selbst erscheinen ganz eindeutige und detaillierte Anweisungen. Zivile und geistliche Gerichte werden angehalten, sämtliche Häretiker aufzuspüren und zu bestrafen. Den Protestanten werden sodann strenge Beschränkungen auferlegt, die bis zum Verlust eines Drittels ihres Besitzes gehen konnten, welcher sodann den unter Immunität stehenden Informanten übertragen wurde. Nach Genf Geflohenen drohten Konfiskationen von beweglichem als auch unbeweglichem Besitz. Ferner stand es den königlichen Untertanen unter Strafe, mit diesen Personen zu korrespondieren oder ihnen gar Geld zu senden.
Vierzehn der sechsundvierzig Artikel handeln von Zensur. Hierin wird der Presse strikt untersagt, Bücher zu verkaufen, einzuführen oder zu drucken, welche nicht von der Theologiefakultät der Sorbonne in Paris gebilligt wurden. Neben ihrem eigenen Buchverzeichnis mussten Buchhändler ebenfalls eine Abschrift der von der Fakultät indizierten Bücher auslegen. Um sicherzustellen, dass diese Vorschriften auch eingehalten wurden, sollten Abgesandte der Fakultät zweimal im Jahr jeden Buchhändler aufsuchen. Bereits seit 1542 war in Frankreich die Regelung in Kraft getreten, dass Buchsendungen aus dem Ausland in Gegenwart von Gesandten der Theologiefakultät geöffnet und ausgepackt werden mussten. Roger Doucet zufolge hatte die Theologiefakultät somit de facto die intellektuelle Weichenstellung des Königreichs übernommen.

## Textauszug
Im nebenstehenden Priulege du Roy (königlichen Privileg) von 1556 wird betreffs des Edikts von Châteaubriant wie folgt ausgeführt:

„... contenant, que par nostre Edict doné à Chasteaubriant le vingtßeptiesme iour de Iuing dernier, ayons ordonné et statué entre autre choßes, que tous marchands, Imprimeurs, Libraires et vedeurs de liures, en quelques villes et lieux ou ilz fußent, ßeroient tenuz et contrainctz d’auoir un Catalogue (de livres censurez), et le tenir en leurs boutiques...“

„... in Anbetracht der Tatsache, dass wir, in unserem, am 27. Tag des vorangegangenen Juni erlassenen Edikts von Chasteaubriant, angeordnet und unter anderem ausgeführt haben... dass alle Händler, Drucker, Buchläden und Buchverkäufer – egal in welchen Städten und Orten sie sich befinden – angehalten und gezwungen sind, einen Katalog (der zensierten Bücher) in Besitz zu haben und diesen in ihrem Laden zur Einsicht stellen...“

## Schlussfolgerung und Ergebnis
Das Edikt von Châteaubriant setzte eine lange Reihe von Edikten fort und  zementierte die Kontrolle der römisch-katholischen Kirche über das Druckwesen weiter. Die eindeutige Absicht Heinrich II. und seiner Berater – alle überzeugte Katholiken – war es, die Verbreitung reformatorischen Ideenguts, das gerade wegen der Erfolge im Buchdruck rasant in Frankreich und im restlichen Europa Fuß fasste, so gut wie möglich einzudämmen. Es war daher vollkommen klar, dass sämtliche Druckerzeugnisse, die sich mit den Thesen der Reformation und insbesondere mit den Thesen Calvins auseinandersetzten, der Zensur anheimfallen würden.
Selbst wenn das Edikt von Châteaubriant sogar so weit ging, Diskussionen über religiöse Themen bei der Arbeit, auf den Feldern oder bei Mahlzeiten zu untersagen, so konnte es dennoch die Flut bevorstehender Religionsreformen nicht aufhalten. Deswegen sollten im darauffolgenden Edikt, dem Edikt von Compiègne im Jahr 1557, noch weitaus strengere Strafen in Aussicht gestellt werden, wie beispielsweise die Todesstrafe für Häresie.